# Sulica Szilárd
Sulica Szilárd (Brassó, 1884. augusztus 18. – Budapest, Józsefváros, 1948. december 20.) irodalomtörténész, romanista, egyetemi tanár.

## Életútja
Sulica Miklós és Goaga Zsuzsanna fia. A budapesti báró Eötvös-kollégium növendéke volt és 1906-ban tett tanári vizsgát latinból és történelemből. 1907-ben a gyakorló gimnáziumban tanított és októbertől a Magyar Nemzeti Múzeumban működött, ahol igazgató-őr és a levéltári osztály igazgatója lett. Tanított a budapesti tudományegyetemen is, majd 1934-től a szegedi egyetemen adott elő román filológiát. 1938-ban magántanári képesítést szerzett a román nyelv és irodalom tárgykörből. 1936-tól a szegedi egyetemei könyvtár igazgatója volt, majd 1940 és 1944 között kolozsvári egyetemen a román nyelv és irodalom nyilvános rendes tanáraként működött. A magyar és román irodalmi kapcsolatokat vizsgálta. Halálát húgyvérűség okozta, a Farkasréti temetőban nyugszik (7/8. parcella, 1. sor, 229. sír). Felesége Berényi Margit volt.

## Munkái
- Jovius Historiarum... magyar vonatkozású forrásaihoz. 1907.
- A magyar irodalom és művelődés hatása a román irodalom és művelődés fejlődésére (Szeged, 1937).